# Waldemar Röhsler
Waldemar Röhsler (* 22. April 1926 in Schreckenstein; † 16. April 2025) war ein deutscher Jurist und Richter am Bundesarbeitsgericht.

## Leben und Wirken
Nach Abschluss seiner juristischen Ausbildung trat Röhsler 1953 in den Dienst der baden-württembergischen Justiz ein. 1956 wurde er auf Lebenszeit zum Arbeitsgerichtsrat beim Arbeitsgericht Ulm ernannt. Im selben Jahr wurde er von der Universität Würzburg mit der Schrift Das Surrogationsprinzip im bürgerlichen Recht zum Dr. iur. promoviert. 1969 wechselte er als Landesarbeitsgerichtsdirektor (später wurde der Titel in „Vorsitzender Richter am Landesarbeitsgericht“ umbenannt) an das Landesarbeitsgericht Baden-Württemberg. Im Januar 1978 schließlich wurde Röhsler zum Richter am Bundesarbeitsgericht ernannt. Dort war er zunächst dem Vierten und später dem Zweiten Senat zugewiesen. Nach seiner Ernennung zum Vorsitzenden Richter am Bundes im Januar 1986 wurde er dem damals vor allem für die Tarifauslegung im öffentlichen Dienst und das Gratifikationsrecht zuständigen Sechsten Senat zugewiesen. 1991 wurde Röhsler pensioniert.
Neben seiner richterlichen Tätigkeit engagierte Röhsler sich auch in der Lehre und hatte ab 1974 einen Lehrauftrag für das Arbeitsrecht an der Universität Freiburg inne. 1982 wurde er dort zum Honorarprofessor ernannt. Zudem war er Mitverfasser eines Kommentars zum Bundesurlaubsgesetz und der Monographien Die Arbeitszeit: Arbeitszeitregelungen für Arbeitnehmer unter Einschluss der gleitenden Arbeitszeit (1973) und Wettbewerbsbeschränkungen für Arbeitnehmer und Handelsvertreter (1981).